# Liste der Bergbau- und Energieminister Namibias
Dies ist eine Liste der Bergbau- und Energieminister Namibias (englisch Minister of Mines and Energy).

## Minister
| Nr.                                                                                                  | Foto                                                          | Name                                                          | Lebensdaten                                                   | Partei                                                        | Kabinett                                                      | Amtszeit (Beginn)                                             | Amtszeit (Ende)                                               |
| Minister für Bergbau und Energie Minister of Mines and Energy                                        | Minister für Bergbau und Energie Minister of Mines and Energy | Minister für Bergbau und Energie Minister of Mines and Energy | Minister für Bergbau und Energie Minister of Mines and Energy | Minister für Bergbau und Energie Minister of Mines and Energy | Minister für Bergbau und Energie Minister of Mines and Energy | Minister für Bergbau und Energie Minister of Mines and Energy | Minister für Bergbau und Energie Minister of Mines and Energy |
| --- | ------------------------------------------------------------- | ------------------------------------------------------------- | ------------------------------------------------------------- | ------------------------------------------------------------- | ------------------------------------------------------------- | ------------------------------------------------------------- | ------------------------------------------------------------- |
| 01                                                                                                   |                                                               | Andimba Toivo ya Toivo                                        | 1924–2017                                                     | SWAPO                                                         | Nujoma I                                                      | 1990                                                          | 1995                                                          |
| 01                                                                                                   | Nujoma II                                                     | Andimba Toivo ya Toivo                                        | 1924–2017                                                     | SWAPO                                                         | 1995                                                          | 2000                                                          |                                                               |
| 02                                                                                                   |                                                               | Jesaya Nyamu                                                  | 1942–                                                         | SWAPO                                                         | Nujoma III                                                    | 2000                                                          | 2002                                                          |
| 03                                                                                                   |                                                               | Nickey Iyambo                                                 | 1936–2019                                                     | SWAPO                                                         | Nujoma III                                                    | 2002                                                          | 2005                                                          |
| 04                                                                                                   |                                                               | Erkki Nghimtina                                               | 1948–                                                         | SWAPO                                                         | Pohamba I                                                     | 2005                                                          | 2010                                                          |
| 05                                                                                                   |                                                               | Isak Katali                                                   | 1958–                                                         | SWAPO                                                         | Pohamba II                                                    | 2010                                                          | 2015                                                          |
| 06                                                                                                   |                                                               | Obeth Kandjoze                                                | 1966–                                                         | SWAPO                                                         | Geingob I                                                     | 2015                                                          | 2018                                                          |
| 07                                                                                                   |                                                               | Tom Alweendo                                                  | 1958–                                                         | SWAPO                                                         | Geingob I                                                     | 2018                                                          | 2020                                                          |
| 07                                                                                                   | Geingob II Mbumba                                             | Tom Alweendo                                                  | 1958–                                                         | SWAPO                                                         | 2020                                                          | 2025                                                          |                                                               |
| Minister für Industrialisierung, Bergbau und Energie Minister of Industrialization, Mines and Energy |                                                               |                                                               |                                                               |                                                               |                                                               |                                                               |                                                               |
| 08                                                                                                   |                                                               | Natangwe Ithete                                               |                                                               | SWAPO                                                         | Nandi-Ndaitwah                                                | 2025                                                          |                                                               |